# Continente Modelo

Logo

Continente Modelo ist eine portugiesische Supermarktkette. Sie gehörte vormals der französischen Groupe Carrefour und ist seit 2007 im Besitz der Gruppe Sonae. Die Modelo Continente Hipermercados sind die Retail-Abteilung von Sonae, Portugals größter Holding. Sie ist größter Einzelhändler im Land mit einem großen Netz von SB-Warenhäusern in Einkaufszentren.

## Geschichte
Das Unternehmen startete 1985 aus dem Zusammenschluss der beiden Supermärkte Modelo und Continente. Während Modelo einem ausländischen Konzern gehörte, ist Continente rein portugiesischen Ursprungs. Es errichtete 1985 in Matosinhos seinen ersten Verbrauchermarkt, genannt „Continente“. Sie ist der Flagshipstore von Sonae Distribuição. Sie hat sechs Jahre hintereinander den „Superbrands“‐Preis erhalten, eine Auszeichnung für Marken, die sich gegenüber den Konkurrenten durch besondere Leistung hervortun. 2011 wurde Continente in Portugal zum neunten Mal hintereinander zur "Marke des Vertrauens" gekürt.